# 鬼踞區
《鬼踞區》是史蒂芬·金所著的短篇小說，最先刊登在於1980年的短篇小說集《新克蘇魯神話》中，1993年，史蒂芬將故事收錄在短篇小說集《惡夢工廠》內。2006年，特納電視網將其改編成電視影集，收錄在惡夢工廠中，由克萊兒·馥蘭妮及艾安·貝利主演。

## 故事簡介
儂尼和桃樂絲兩夫婦到倫敦的鬼踞區尋找朋友，兩人都是第一次到訪，不認得路，希望乘的士直接前往，只是兩人中途下車打電話時，的士就這樣消失了。兩人見目的地不遠，決定動身走過去，沿路上儂尼見到不可告人的恐怖事情，後來更突然失蹤。桃樂絲千辛萬苦終於離開鬼踞區到警署報案，但從此再無人見過儂尼，協助落口供的兩個警察則一個失蹤、一個心臟病而亡。